# Altkalendarier
Altkalendarier (griechisch Παλαιοημερολογίτες) ist eine Bezeichnung für Angehörige nichtkanonischer Kirchen in Südosteuropa und Nordamerika, die im Gegensatz zu den kanonischen Kirchen ihrer Länder dem alten Julianischen Kalender folgen.
Die Bezeichnung wird nicht verwendet für kanonische Kirchen, wie die Russisch-Orthodoxe Kirche, die den Julianischen Kalender haben.

## Geschichte
Das Patriarchat von Konstantinopel stellte 1924 auf den Neujulianischen Kalender um, ebenso einige weitere orthodoxe Kirchen. In diesen Ländern bildeten sich Kirchen, die diese Reform ablehnten und dem Julianischen Kalender weiter folgten. Diese wurden von den anderen orthodoxen Kirchen nicht als kanonisch anerkannt.
In den folgenden Jahrzehnten entstanden weitere solcher Kirchen.

## Altkalendarische Kirchen
- Orthodoxe Altkalendarische Kirche Rumäniens, seit 1924
- Kirche der wahren orthodoxen Christen Griechenlands (Chrysostomos-Synode), seit 1924/35, erste und wichtigste altkalendarische Kirche in Griechenland
- Wahre Orthodoxe Kirche Griechenlands (Matthaios-Synode), seit 1937, erste Abspaltung der griechischen altkalendarischen Kirche
- Wahre Orthodoxe Kirche Rumäniens, seit 1964
- Kirche der wahren orthodoxen Christen Griechenlands (Auxentios-Synode), seit 1985
- Heilige Orthodoxe Kirche von Nordamerika, seit 1985, von Priestern der Russischen Orthodoxen Kirche im Ausland gebildet
- Bulgarische Orthodoxe Altkalendarische Kirche, seit 1990
- Kirche der wahren orthodoxen Christen Griechenlands (Kallinikos-Synode), seit 1995
- Serbische Wahre Orthodoxe Kirche, seit 1996
- Wahre Orthodoxe Kirche Griechenlands (Kirykos-Synode), seit 2005, von Matthaios-Synode abgespalten
- Synode des patristischen Kalenders in Griechenland, seit 2007, aus Kallinikos-Synode abgespalten
- Wahre Orthodoxe Kirche Zyperns, seit 2008, von der Kirykos-Synode gebildet
- Wahre Orthodoxe Kirche Kenias, seit 2008, von der Kirykos-Synode gebildet
- Autonome Orthodoxe Metropolie von Nord- und Südamerika und den Britischen Inseln, seit 2011, von der Synode von Mailand abgespalten

In der Assyrischen Kirche des Ostens bilden die Altkalendarier eine abgespaltene Teilkirche unter Katholikos-Patriarch Addai II. In der Erzeparchie Akka bestimmen die Kirchengemeinden selber, welchem Kalender sie folgen.

## Weitere Kirchen mit Julianischem Kalender
Die Russische Orthodoxe Kirche behielt den alten Julianischen Kalender bei, die Serbische Orthodoxe Kirche, die Georgische Orthodoxe Apostelkirche und das Patriarchat von Jerusalem kehrten zu ihm zurück. Sie werden aber nicht als altkalendarisch bezeichnet, da sie die vorherrschenden orthodoxen Kirchen in ihren Ländern sind.